# Calliostoma occidentale
Calliostoma occidentale é uma espécie de molusco pertencente à família Calliostomatidae.
A autoridade científica da espécie é Mighels & C. B. Adams, tendo sido descrita no ano de 1842.
Trata-se de uma espécie presente no território português, incluindo a zona económica exclusiva.